# Wehebach
Der Wehebach, auch Wehe genannt, ist ein 25,7 km langer Fluss in der Städteregion Aachen und im Kreis Düren im westlichen Nordrhein-Westfalen. Die Wehe fließt von Süden nach Norden, wird in der Wehebachtalsperre angestaut und mündet bei Lamersdorf (heute Gemeinde Inden) von rechts in die Inde. Der Wehebach wurde erstmals im 13. Jh. als Wye schriftlich erwähnt und ist Namensgeber der Ortschaft Langerwehe. Seit 2020 gehören die Hänge westlich des Baches zum Naturpark Hohes Venn-Eifel.

## Geographie

### Verlauf
Der Wehebach entsteht aus den Quellästen des linken Roten Wehebachs und des rechten Weißen Wehebachs, deren einstiger Zusammenfluss heute von der Talsperre überflutet ist. Die Rote Wehe entspringt östlich des Forsthauses Jägerfahrt von Zweifall und bildet bis zu ihrer Einmündung in die Wehebachtalsperre die Gemeindegrenze zwischen Stolberg und Hürtgenwald. Den Hauptfluss bildet der merklich längere Weiße Wehebach, der am Südrand des Waldstücks Todtenbruch bei Hürtgenwald-Raffelsbrand entspringt, nordwärts durch den Hürtgenwald fließt und dabei zahlreiche kleinere Zuflüssen aufnimmt. Kurz vor der Einmündung in die Wehebachtalsperre fließt von rechts der vier Kilometer lange Hürtgenbach zu. In den durch die Überflutung seines alten Tales entstandenen südlichen Arm der Talsperre münden dann weiter der Hülsensiefen, der Weberbach und der Schliefensiefen, während den südwestlichen Arm des Sees in der unteren Talmulde des Roten Wehebachs außer diesem auch noch der Rothsiefen speist. Ein östlicher Ast nimmt den Thönbach auf.
Gleich nach Verlassen der Wehebachtalsperre zieht sich der Wald auf die Talhänge zurück und der Wehebach nimmt von links den Hüttsiefen auf, durchläuft etwa ab dem wiederum linken Zufluss des Lamersiefens Schevenhütte und wechselt dann nordwärts bei der Bleimühle aus der Stadtgemarkung von Stolberg hinüber auf das Langerweher Gemeindegebiet. Hier fließt er östlich an Hamich, dem Kloster Wenau, Heistern und dem Gut Schönthal vorbei und erreicht Langerwehe-Mitte. Dort lässt er den Wald endgültig hinter sich und fließt nun durch eine flachere Agrarlandschaft, durchquert den Ortsteil Luchem und verlässt das Gemeindegebiet an der Brücke unter die A 4. Dann knickt er noch kurz nach Nordwesten ab, fließt durch Inden/Altdorf und darin am Haus Lützeler vorbei, um gegenüber dem östlichen Ortsrand von Lamersdorf beim Gut Merödgen von rechts in die Inde zu münden.

### Einzugsgebiet und Zuflüsse
Der Wehebach hat ein 68,4 km² großes Einzugsgebiet, dass sich auf die Gemeinden Stolberg, Hürtgenwald, Langerwehe und Inden erstreckt.
| Stat. in km | Name                     | GKZ        | Lage   | Länge in km | EZG in km² |
| ----------- | ------------------------ | ---------- | ------ | ----------- | ---------- |
| 025,0550    | Todtenbruchbach          | 28248 112  | links0 | 001,3970    | ?          |
| 024,7370    | N.N.                     | 28248 114  | links0 | 000,6960    | ?          |
| 021,9070    | Rinnchessief             | 28248 12   | links0 | 001,8190    | ?          |
| 021,1270    | Germetsbach              | 28248 14   | rechts | 001,3350    | ?          |
| 020,5840    | Pferdssiefen             | 28248 152  | rechts | 000,9670    | ?          |
| 020,5820    | Stinkensiefen            | 28248 154  | links0 | 000,7260    | ?          |
| 019,6480    | Mühlenbach               | 28248 16   | links0 | 002,3190    | ?          |
| 017,6110    | Kirschsiefen             | 28248 18   | links0 | 000,8460    | ?          |
| 017,1530    | Hürtgenbach              | 28248 2    | rechts | 004,0540    | 0005,760   |
| 016,2530    | Hülsensiefen             | 28248 32   | links0 | 001,3260    | ?          |
| 016,0960    | Weberbach                | 28248 4    | rechts | 003,090     | 0003,4280  |
| 015,50      | Schiefersiefen           | 28248 52   | rechts | 000,8390    | ?          |
| 013,9740    | Roter Wehbach            | 28248 6    | links0 | 004,5860    | 0005,590   |
| 013,4480    | Thönbach                 | 28248 8    | rechts | 002,6860    | 0003,6860  |
| 013,3370    | Hüttsiefen               | 28248 9912 | links0 | 001,8330    | ?          |
| 012,2090    | Lamersiefen              | 28248 9916 | links0 | 001,690     | ?          |
| 011,6830    | Fränksief                | 28248 992  | rechts | 002,5770    | ?          |
| 010,3480    | Fehlsiefen               | 28248 9934 | rechts | 001,6340    | ?          |
| 007,6950    | Orchelsiefen             | 28248 994  | rechts | 001,8920    | ?          |
| 006,8370    | Sührbach                 | 28248 996  | rechts | 001,6320    | ?          |
| 003,1020    | Mühlenteich              | 28248 9976 | rechts | 003,0220    | ?          |
| 001,4820    | Mühlengraben (Waagmühle) | 28248 998  | rechts | 001,2860    | ?          |

## Nutzung des Baches für die Wasserkraft

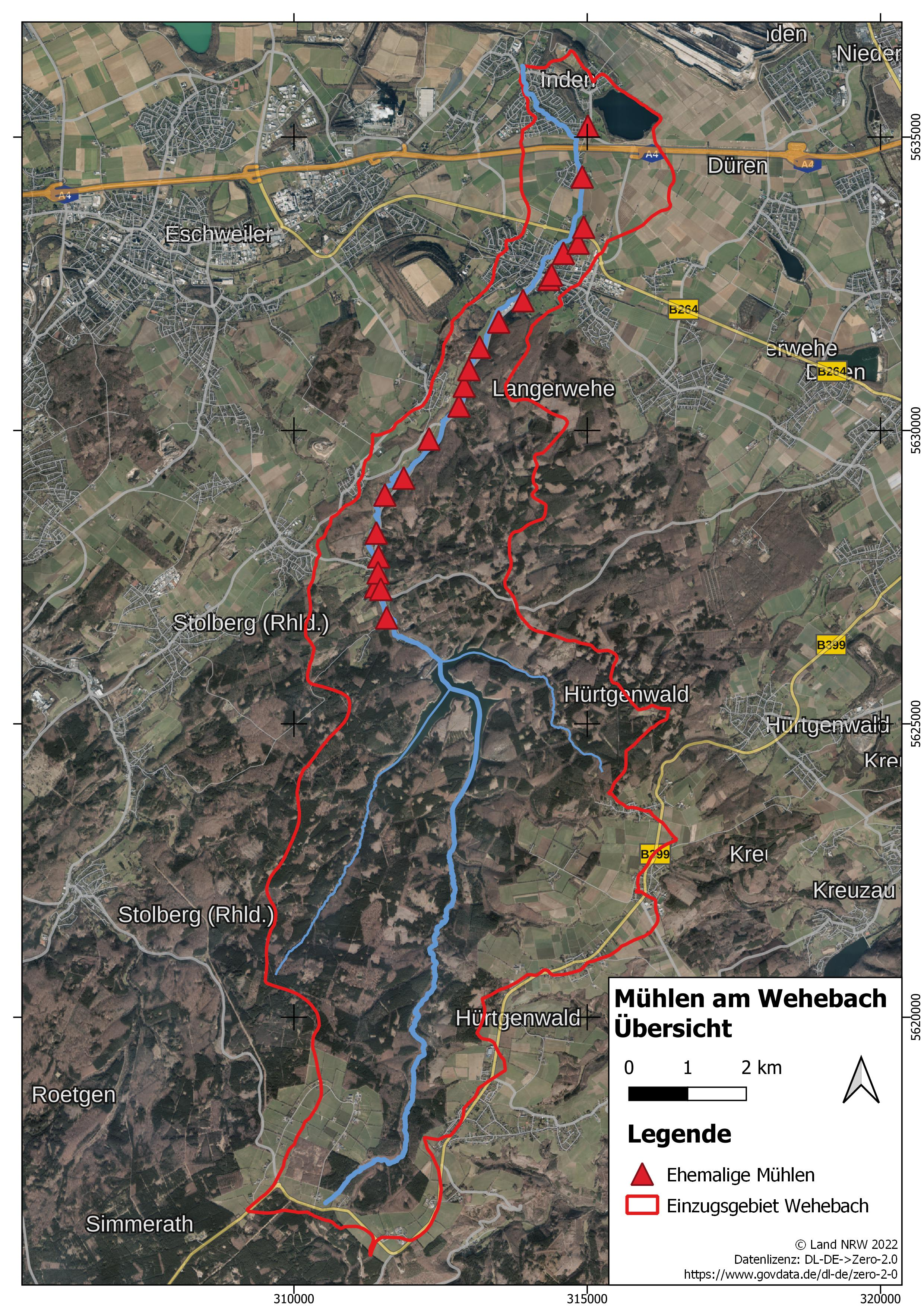
Einzugsgebiet des Wehebachs mit den ehemaligen Mühlen markiert.

Aufgrund der günstigen Lage und der vorteilhaften Ressourcensituation des Tals wird die Wasserkraft des Baches mindestens seit dem Mittelalter genutzt. Im Mittelalter wird insbesondere im heutigen Schevenhütte Metall verarbeitet, was auch den Namen des Ortes bedingte. In der Gegend um Langerwehe und Luchen waren vor allem Getreidewassermühlen angesiedelt. Durch die Lage komplett im Herzogtum Jülich und der Nähe zur Vicht siedelten sich später Kupfermeister aus Aachen am Wehebach an und betrieben unter anderem große Nadelfabriken.
Für den regelbaren Betrieb wurden Mühlengräben, sogenannte Teiche angelegt um das Wasser parallel zum Hauptlauf regulierbar zu leiten. Teilweise wurden für regenarme Phasen auch eigene Stauweiher von den Mühlen angelegt. Vier dieser Mühlenteiche sind heute noch vorhanden, Spuren der überbauten sind noch in alten Karten zu erkennen. Die Stauweiher und viele der Mühlengebäude sind heute noch erhalten. 
Heute nutzt die Wehebachtalsperre mittels Hydropower-Turbinen die Wasserkraft zur Stromerzeugung.